# Institut Dibner pour l'histoire des sciences et de la technologie
L' Institut Dibner pour l'histoire des sciences et de la technologie (1992-2006) est un institut de recherche établi au Massachusetts Institute of Technology.

## Description
L'Institut est installé dans un bâtiment rénové (E56) sur le campus du MIT au 38 Memorial Drive, surplombant la rivière Charles ,,.
Au cœur de l'Institut se trouve la bibliothèque Burndy (en) au rez-de-chaussée, contenant initialement 37 000 volumes sur l'histoire des sciences et de la technologie collectés par le Fonds Dibner. La bibliothèque possède également une grande collection d'instruments scientifiques anciens, tels que des astrolabes, des télescopes, des microscopes, des premiers spectromètres et une machine de Wimshurst, qui sont exposés au public dans une galerie dédiée à l'extérieur de la bibliothèque. Une grande collection d'ampoules à incandescence anciennes, de tubes à décharge à gaz, de tubes à vide électroniques et d'autres premiers exemples de technologie électrique et électronique est également exposée. La bibliothèque organise occasionnellement des expositions spéciales, telles que L'au-delà de l'immortalité : les obélisques hors d'Égypte .
Le bâtiment est une modeste structure Art déco, donnant sur Memorial Drive et la rivière Charles. Au-dessus de la bibliothèque et de l'espace d'exposition, aux deuxième et troisième étages se trouvent des bureaux et des salles de conférences et de séminaires. L'Institut organise régulièrement des conférences, des séminaires, des programmes d'études et un symposium annuel sur l'histoire des sciences et de la technologie. Au cours de son existence, l'Institut a soutenu plus de 340 bourses à court et à long terme.

## Histoire et développement
L'Institut doit son nom à Bern Dibner (1897-1988), qui l'a conçu avant sa mort. L'Institut est développé et soutenu par le Fonds Dibner qu'il a créé en 1957, dirigé par son fils David Dibner. L'institut, depuis sa création, est dirigé par la directrice exécutive Evelyn Simha. Sur le plan académique, l'Institut est soutenu par un consortium composé du MIT, l'Université de Boston, l'Université Brandeis et l'Université Harvard .
En 1995, la collection Babson de 600 volumes de documents historiques liés à Isaac Newton est placée en dépôt permanent auprès de la bibliothèque Burndy. La collection a été rassemblée par Roger Babson (en), fondateur du Babson College à Wellesley, Massachusetts, et était auparavant hébergée au Collège. En 1999, l'ajout de la collection Volterra de 7 000 volumes en provenance d'Italie augmente la collection de la bibliothèque Burndy de plus d'un tiers.
En 2004, le MIT décide de ne pas renouveler son affiliation,[pourquoi ?] et la famille Dibner commence à chercher un nouvel emplacement pour abriter la collection. David Dibner décède subitement en 2005. L'Institut Dibner ferme ses portes en 2006  et la bibliothèque Burndy et les collections associées sont transférées à la Bibliothèque Huntington à San Marino, en Californie, qui propose désormais un programme d'histoire des sciences Dibner pour financer des bourses, une série de conférences et une conférence annuelle. L'acquisition de la bibliothèque Burndy (qui compte alors 67 000 volumes) transforme les collections de la bibliothèque Huntington sur l'histoire des sciences et de la technologie en l'une des plus importantes au monde dans ce domaine.
Le Huntington abrite une exposition permanente, Beautiful Science: Ideas that Changed the World, dans une Salle Dibner d'histoire des sciences de 2 800 pieds carrés (260,128512 m2) qui présente environ 150 livres, manuscrits, photographies et objets de la bibliothèque Burndy et des fonds non-Burndy de Huntington dans l'histoire des sciences et de la médecine. Environ 200 ampoules anciennes de la collection Burndy sont exposées dans l'exposition Beautiful Science. Les ampoules ne sont pas disponibles à des fins de référence ou de recherche, sauf accord spécial. Le statut et l'accessibilité de la collection Burndy de tubes à gaz, de tubes à vide et d'artefacts électroniques ne sont pas clairs sur le site Web de Huntington.
L'ancien bâtiment du Dibner Institute est démoli début 2007 pour faire place à de nouveaux bâtiments pour la MIT Sloan School of Management. Le nom Dibner reste au MIT, dans la chaire Frances et David Dibner d'histoire de l'ingénierie et de la fabrication.